# Station Pins-Justaret
Station Pins-Justaret is een spoorwegstation in de Franse gemeente Pins-Justaret.